# Blanc
|  | Per a altres significats, vegeu «Mas Blanc». |

El color blanc neix de la composició de tots els altres colors, és a dir, que reflecteix tots els rajos de l’espectre combinats. Aquest fet va ser descobert per Isaac Newton quan, en fer passar llum blanca per un prisma, va veure com es descomponia en els diferents colors que la formen. A aquest fenomen s'anomena dispersió.

## Lèxic i blanc
En català, així com en les diferents llengües romàniques, la paraula prové del mot llatí blancus, i que el podem trobar en la forma blanc en el català, occità i francès, blanco en castellà, bianco en italià, branco en gallec, etc. El germànic també tenia la paraula blankaz (amb el significat de blanca, brillant, encegadora), manllevada també del món llatí.
La paraula white, en l'anglès actual, prové de l'anglès antic hwīt, en última instància, d'un protogermànic χwītaz també es reflecteix a l'alt alemany antic (h)wîz , ON hvítr, gòtic. ƕeits. L'arrel és, en última instància, de la llengua protoindoeuropea *kwid-, que sobreviu també en sànscrit (IAST) "ser blanc o brillant" i eslavó světŭ "light ". La paraula islandès per al blanc, hvítur, deriva directament de la forma nordic antic de la paraula  hvítr.
Algunes llengües no europees tenen una gran varietat de termes per al blanc. La llengua Inuit té set paraules diferents per a set matisos diferents de blanc. El sànscrit té paraules específiques per al blanc brillant, el blanc de les dents, el blanc del sàndal, el blanc de la lluna de tardor, el blanc de la plata, el blanc de la llet de vaca, el blanc de les perles, el blanc d'un raig de sol, i el blanc de les estrelles. El japonès té sis paraules diferents, depenent de la brillantor o l'apagada, o si el color és inert o dinàmic.
El blanc es considera un dels termes bàsics de color i és un dels primers en aparèixer (la distinció fosc / clar és present a totes les llengües).

## Història i art

### Història prehistòrica i antiga
El blanc va ser un dels primers colors utilitzats en l'art. La cova de Lascaux a França conté dibuixos de toros i altres animals dibuixats per artistes del Paleolític fa entre 18.000 i 17.000 anys. Els artistes del Paleolític van utilitzar calcita o guix, de vegades com a fons, de vegades com un element destacat, juntament amb carbó vegetal i ocre vermell i groc en les seves vívides pintures rupestres.
A l'antic Egipte, el blanc estava connectat amb la deessa Isis. Els sacerdots i sacerdotesses d'Isis només vestien de lli blanc, i s'utilitzava per embolicar mòmies.
A Grècia i en altres civilitzacions antigues, el blanc s'associava sovint amb la llet materna. A la mitologia grega, el déu principal Zeus es nodria del pit de la nimfa Amaltea. Al Talmud, la llet era una de les quatre substàncies sagrades, juntament amb el vi, la mel i la rosa.
Els antics grecs veien el món en termes de foscor i llum, de manera que el blanc era un color fonamental, segons Plini el Vell a la seva Història natural, Apel·les de Colofó (segle IV aC) i el altres pintors famosos de l'antiga Grècia utilitzaven només quatre colors en les seves pintures; blanc, vermell, groc i negre.ref>Gage, John (1993). Color and Culture, p. 29.</ref> For painting, the Greeks used the highly toxic pigment lead white, made by a long and laborious process.
Una toga blanca llisa, coneguda com a toga virilis, era usada per a ocasions cerimonials per tots els ciutadans romans de més de 14 a 18 anys. Els magistrats i certs sacerdots portaven una toga praetexta, amb una ampla franja morada. En temps de l'emperador August, cap home romà podia presentar-se al fòrum romà sense una toga.
Els antics romans tenien dues paraules per a blanc; albus, un blanc llis, (la font de la paraula albino); i candidus, un blanc més brillant. Un home que volia un càrrec públic a Roma portava una toga blanca il·luminada amb guix, anomenada toga candida, origen de la paraula candidat. La paraula llatina candere significava brillar, ser brillant. Va ser l'origen de les paraules espelma i càndid.
A l'Roma antiga, les sacerdotesses de la deessa Vesta vestien amb túniques de lli blanc, una palla o xal blanca i un vel blanc. Protegien el foc sagrat i els penates de Roma. El blanc simbolitzava la seva puresa, lleialtat i castedat.

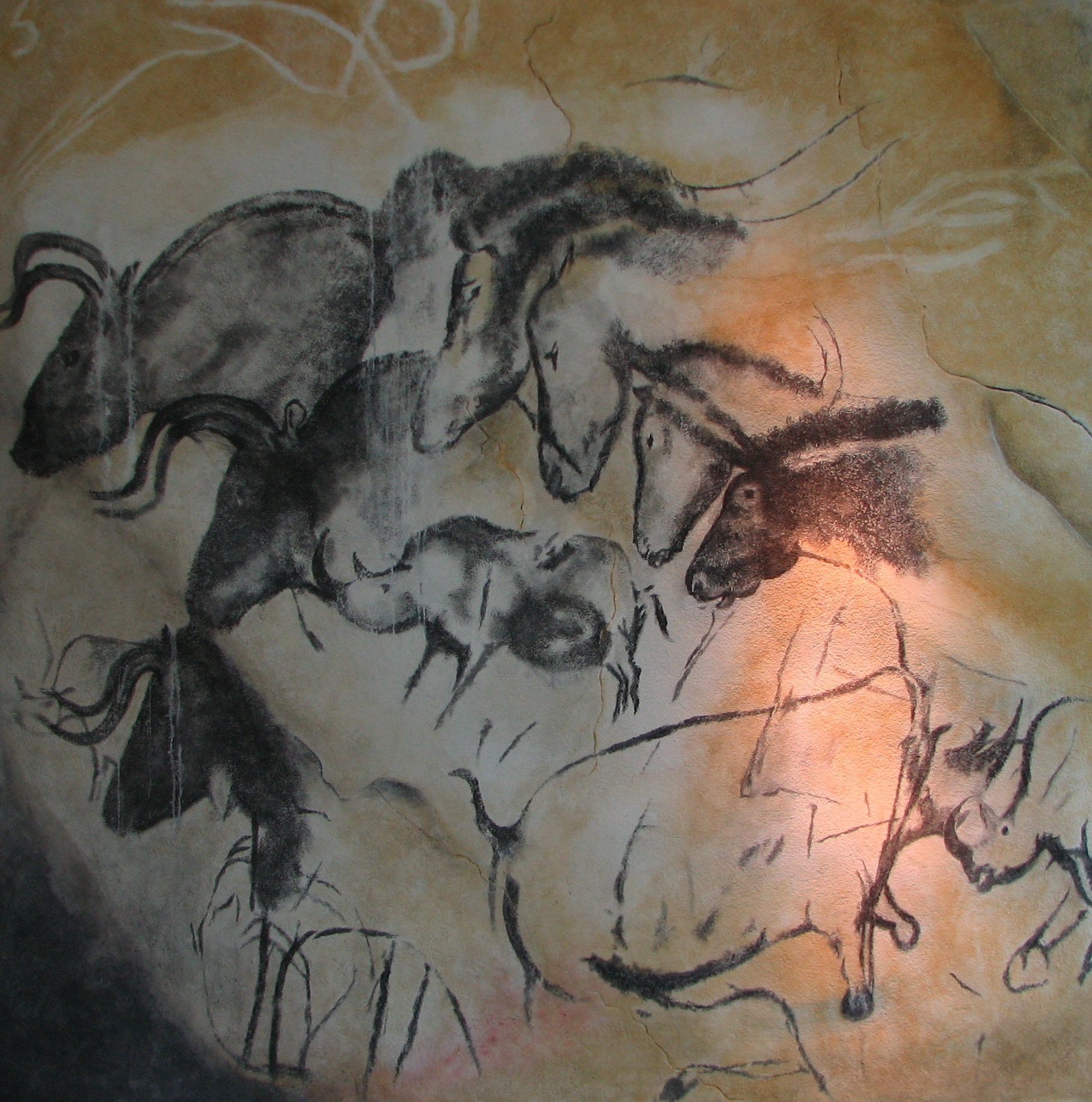
Pintures prehistòriques a Cova Chauvet, França (30.000 a 32.000 aC)
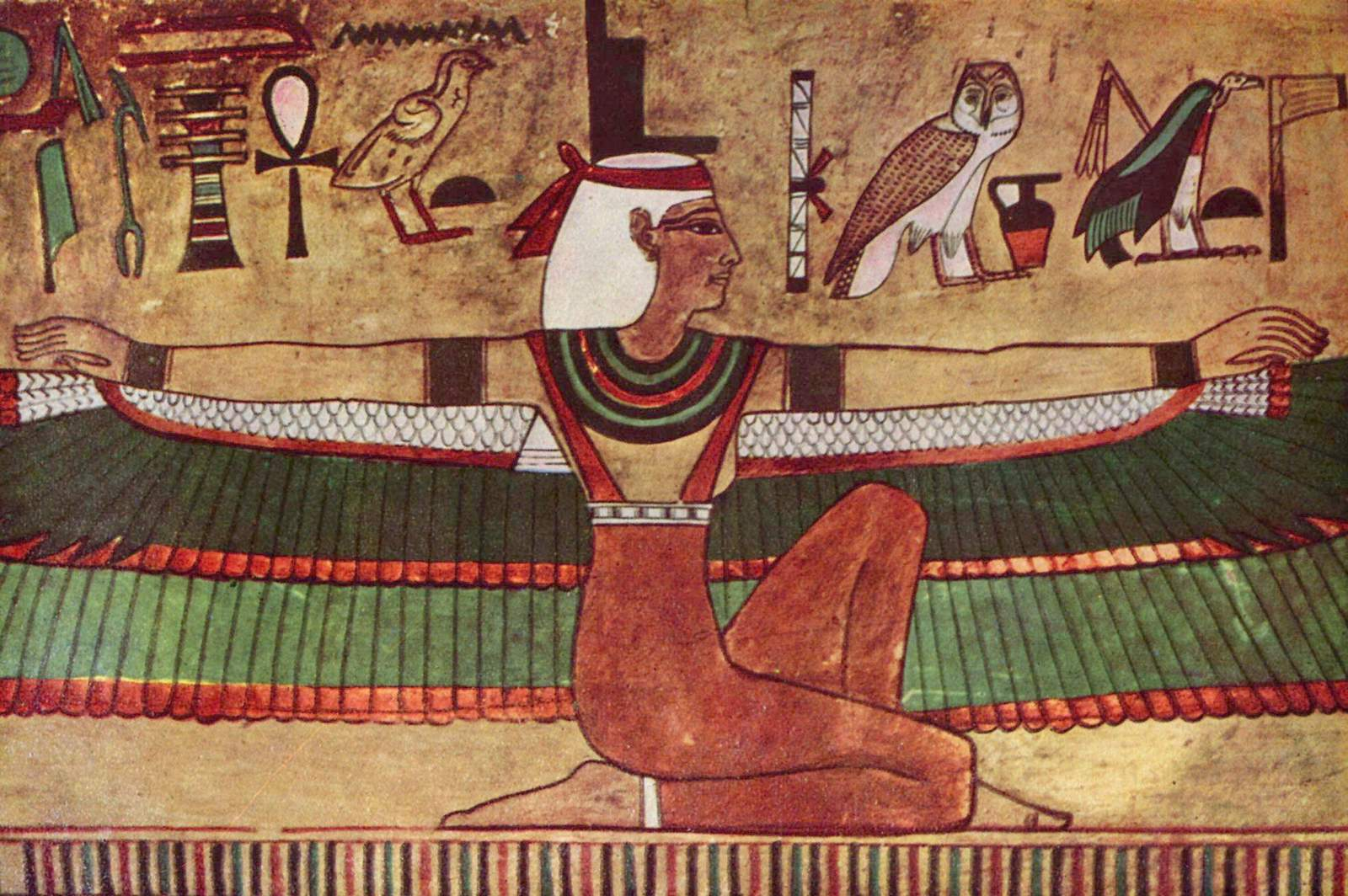
Pintura de la deessa Isis (1380–1385 aC). Els sacerdots del seu culte vestien de lli blanc.
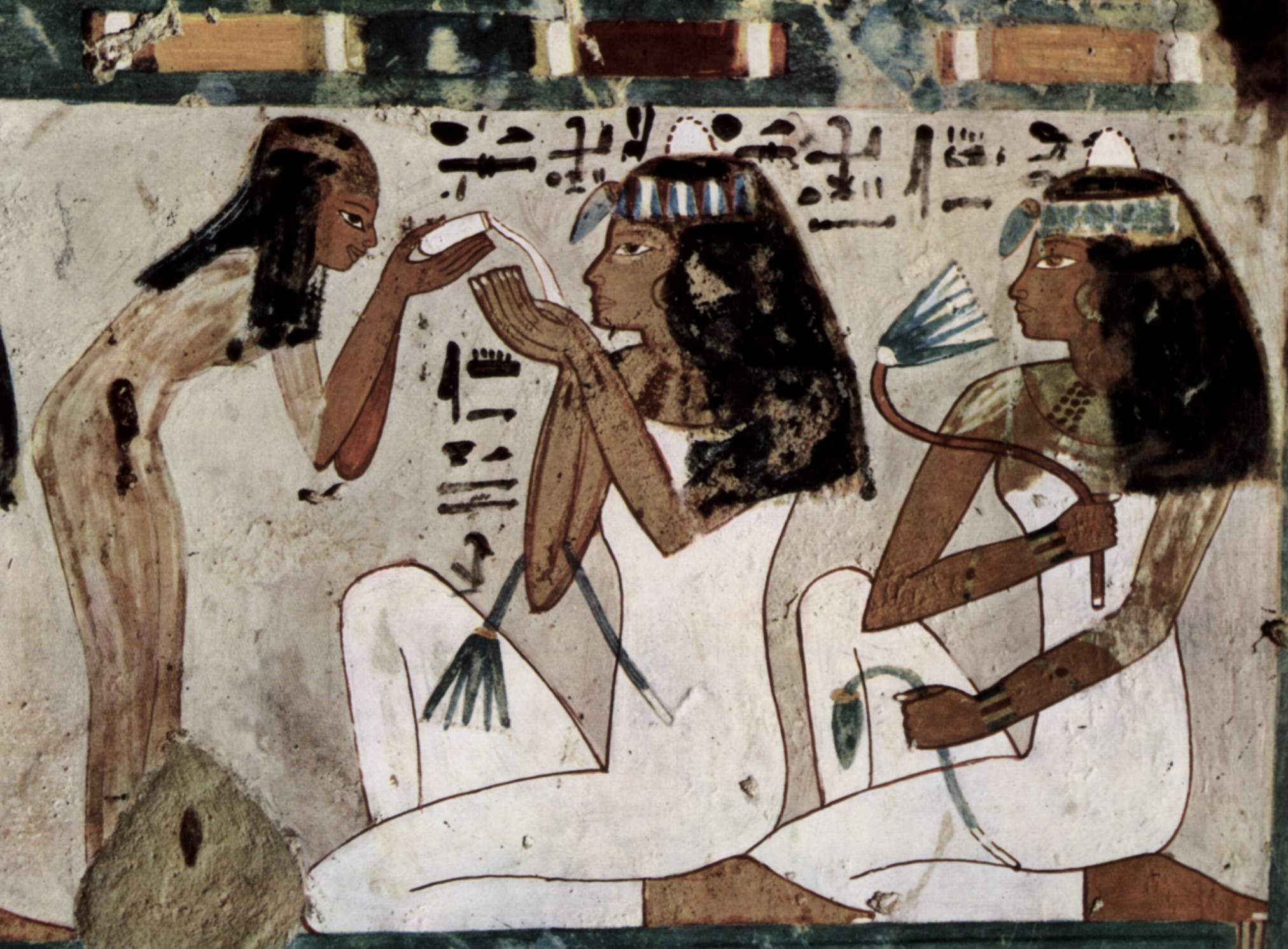
Pintures de dones de blanc procedents d'una tomba (1448–1422 aC).
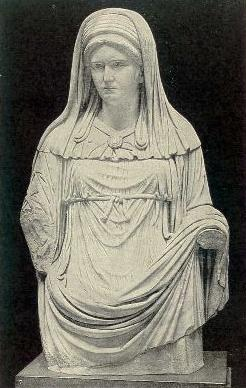
Estàtua de la Verge Vestal principal, amb una palla blanca i un vel blanc.

### Història postclàssica
L'església paleocristiana va adoptar el simbolisme romà del blanc com el color de la puresa, el sacrifici i la virtut. Es va convertir en el color que portaven els sacerdots durant la missa, el color que portaven els monjos de l'Orde del Cister, i, sota el Papa Pius V, antic monjo de l'Orde dels Predicadors o Orde Dominicana, es va convertir en el color oficial que portava el mateix papa. Els monjos de l'Orde de Sant Benet vestien amb el blanc o gris de la llana natural sense tenyir, però després es van canviar pel negre, el color de la humilitat i la penitència.
En el món de l'art d'història postclàssic, l'anyell blanc es va convertir en el símbol del sacrifici de Crist en nom de la humanitat. Joan Baptista va descriure Crist com l'anyell de Déu, que va prendre sobre ell els pecats del món. El xai blanc va ser el centre d'una de les pintures més famoses de l'època medieval, el Retaule de Gant de Jan van Eyck.
El blanc també era el color simbòlic de la transfiguració. L'Evangeli de Sant Marc descriu la roba de Jesús en aquest esdeveniment com a «brillant, molt blanca com la neu». Artistes com Fra Angelico van utilitzar la seva habilitat per capturar la blancor de les seves peces. En la seva pintura de la transfiguració al convent de Sant Marc a Florència, Fra Angelico va emfatitzar la peça blanca utilitzant un fons daurat lleuger, col·locat en un halo en forma d'ametlla.
L'unicorn blanc era un tema comú dels manuscrits, pintures i tapissos d'història postclàssica. Era un símbol de puresa, castedat i gràcia, que només podia ser capturat per una verge. Sovint es retratava a la falda de la Mare de Déu.
Durant la història postclàssica, els pintors rarament barrejaven colors; però en el Renaixement, l'influent humanista i erudit Leon Battista Alberti va animar els artistes a afegir blanc als seus colors per fer-los més clars, més brillants i afegir hilaritas, o alegria. Molts pintors van seguir el seu consell, i la paleta del Renaixement va ser considerablement més brillant.

### Història moderna
Fins al segle XVI, les vídues usaven habitualment el blanc com a color de dol. Les vídues dels reis de França van vestir de blanc fins a Anna de Bretanya al segle XVI. Molts cavallers també portaven una túnica blanca, juntament amb una capa vermella, que mostrava que els cavallers estaven disposats a donar la seva sang pel rei o l'Església.

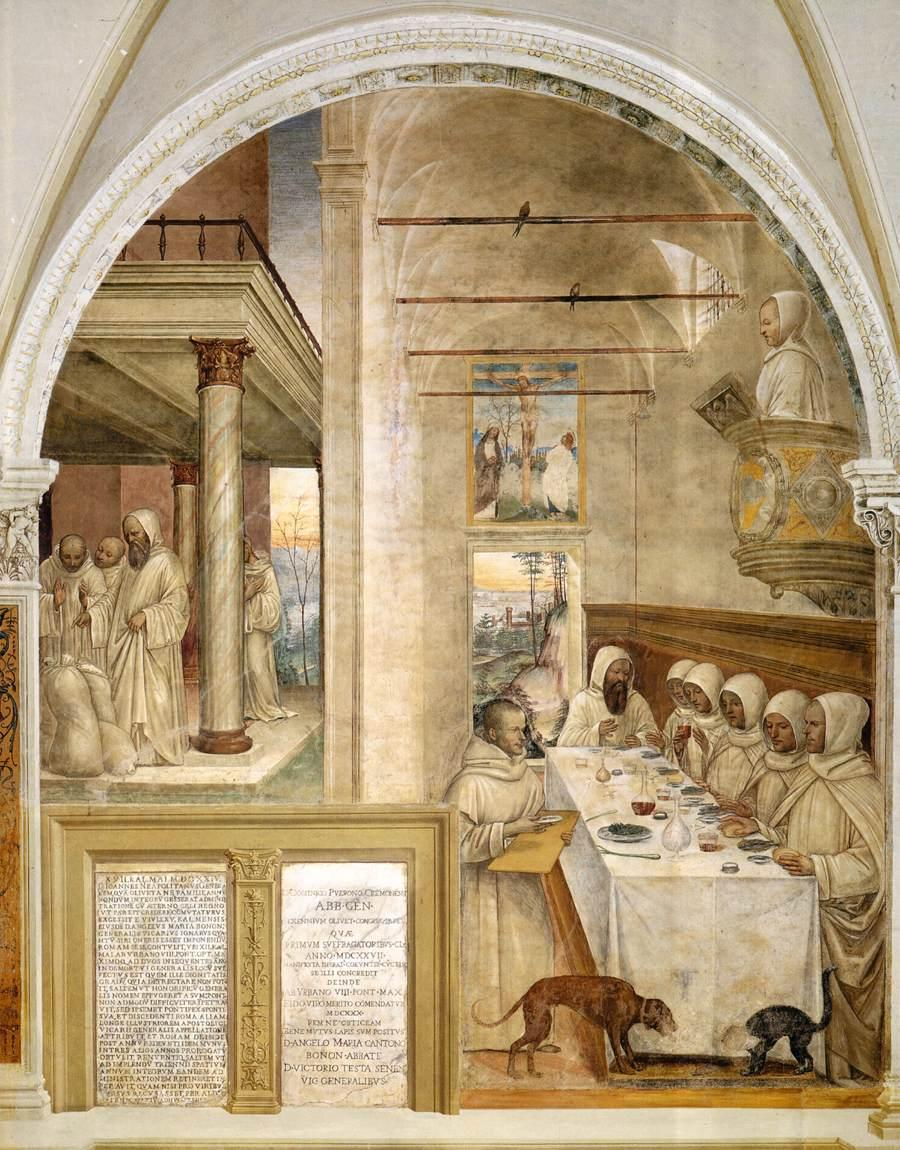
Els monjos de l'orde de Sant Benet (–542) es van vestir per primera vegada de blanc sense tenyir o Túnica de llana grisa, aquí mostrada en la pintura de Sodoma sobre la vida de sant Benet (1504). Més tard es van canviar per les túnices negres, el color de la humilitat i la penitència.
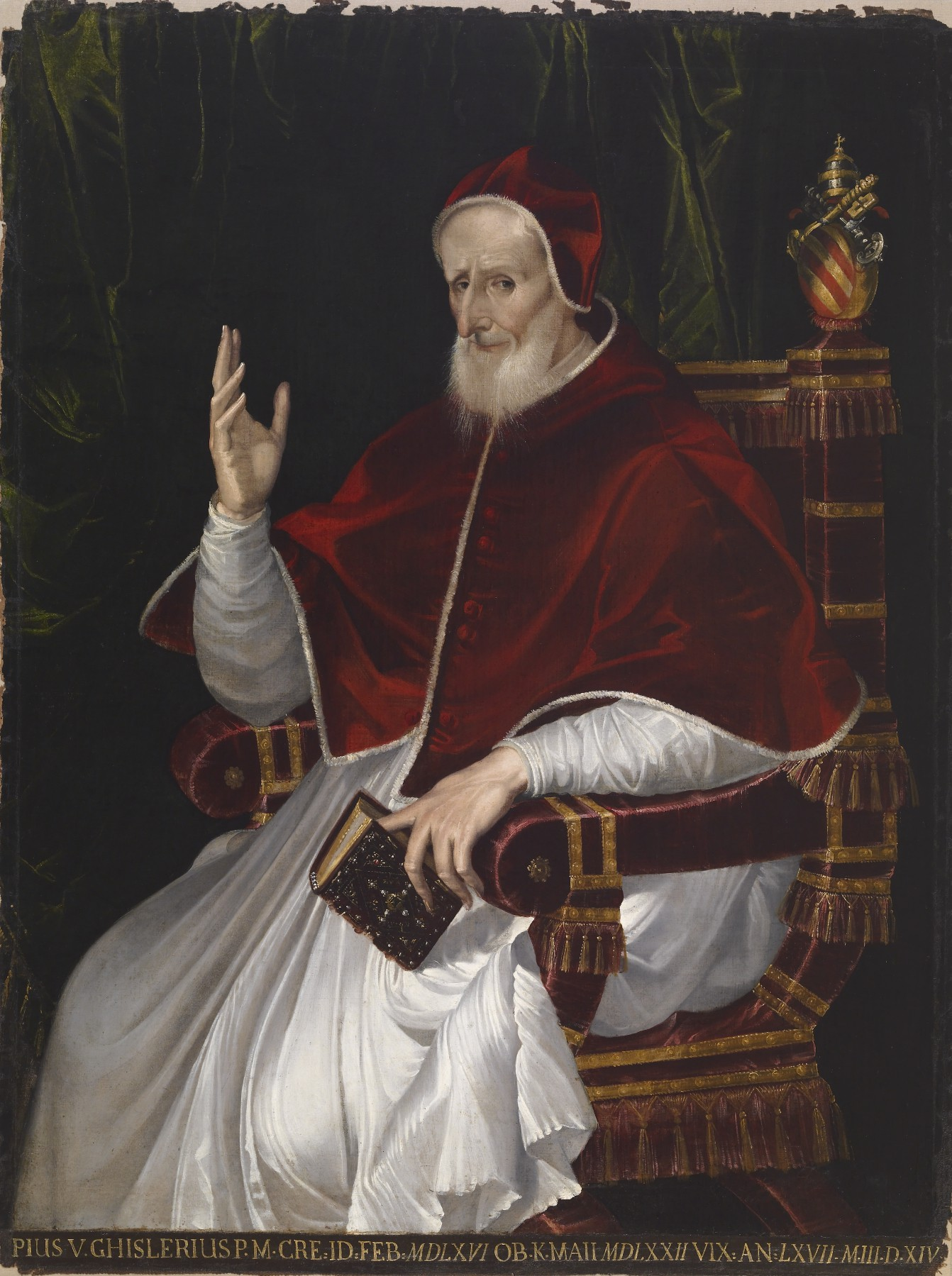
Sota el papa Pius V (1504–1572), un antic monjo de l'Orde dels Predicadors, el blanc es va convertir en el color oficial que portava el Papa.
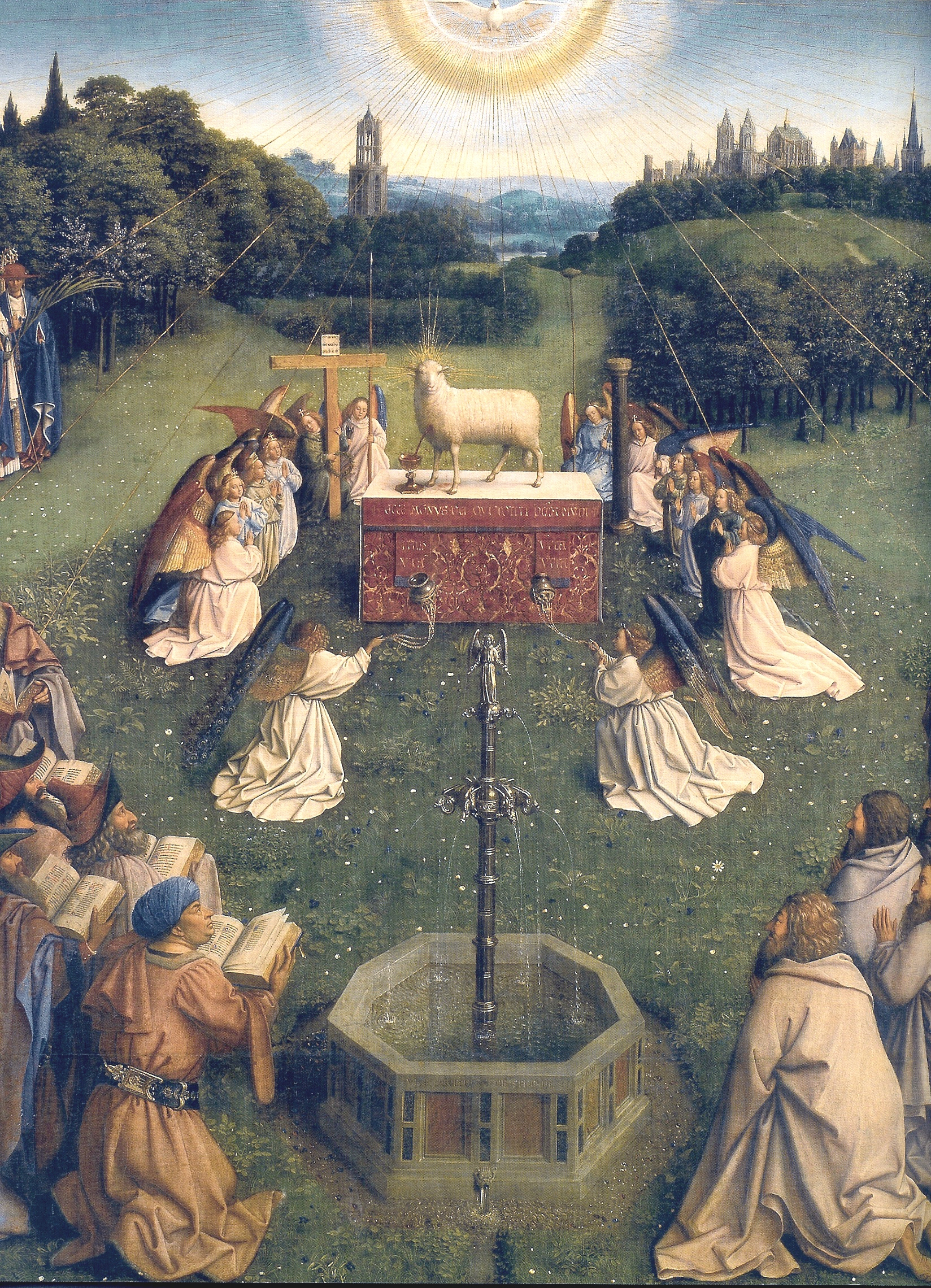
El xai blanc al Retaule de Gant de Jan van Eyck. (1432)
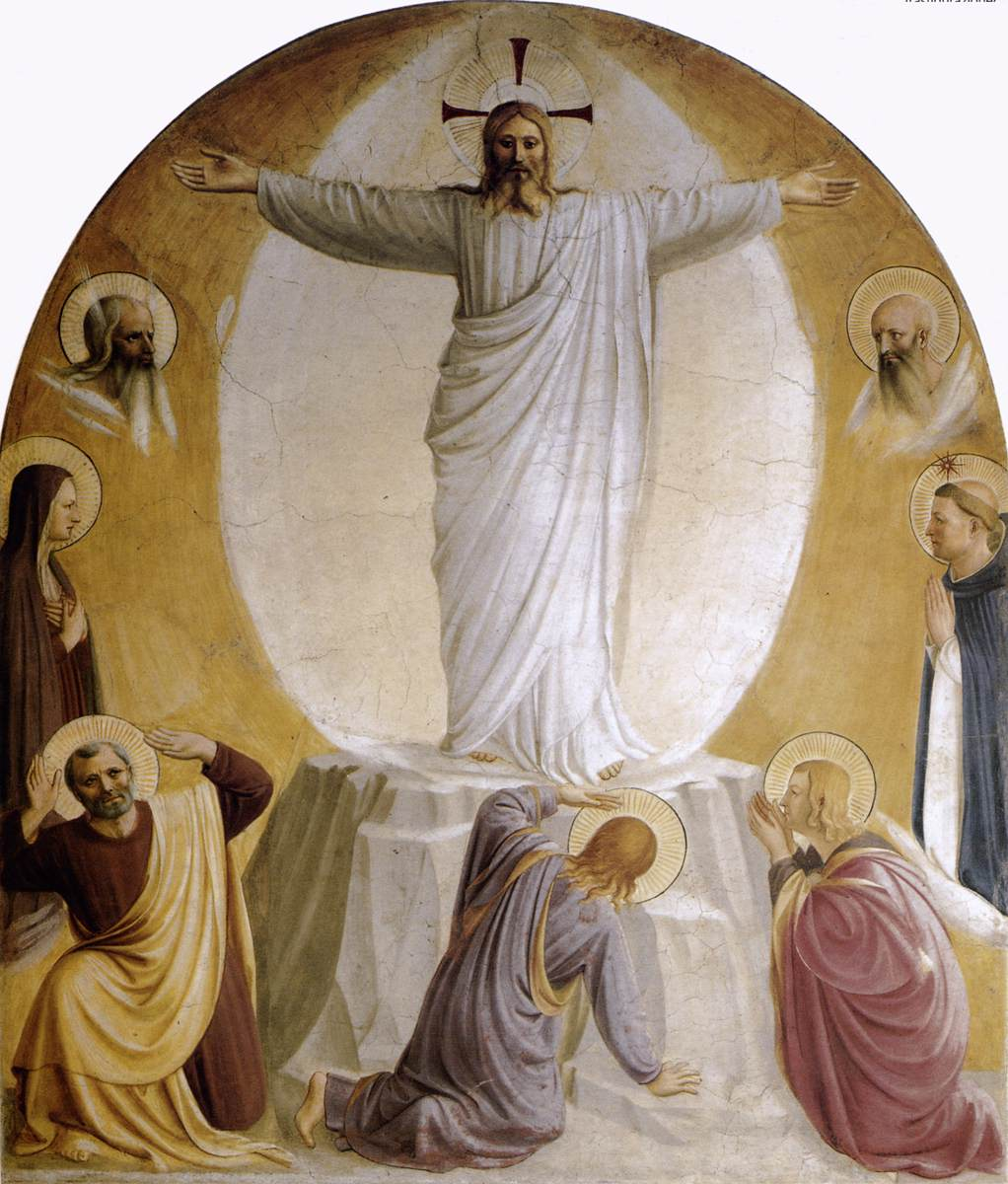
La Transfiguració de Fra Angelico (1440–1442)
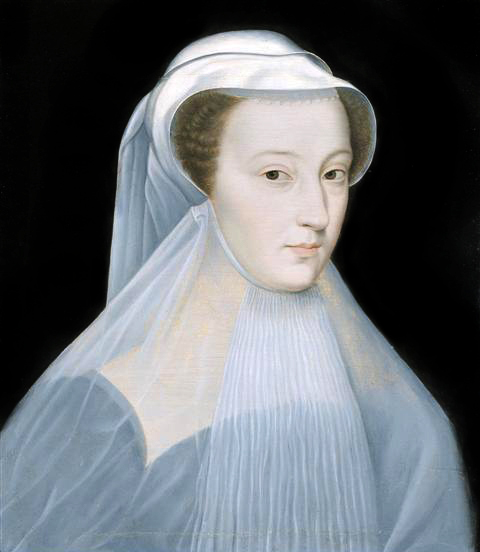
Mary Stuart es va vestir de dol pel seu marit, el rei Francesc II de França, que va morir el 1560.

#### Segles XVIII i XIX
El blanc va ser el color dominant dels interiors arquitectònics en el període barroc i especialment de l'estil rococó que el va seguir al segle XVIII. Els interiors de l'església van ser dissenyats per mostrar el poder, la glòria i la riquesa de l'església. Semblaven estar vius, plens de corbes, asimetries, miralls, daurats, estàtues i relleus, unificats pel blanc.
El blanc també era un color de moda tant per a homes com per a dones al segle XVIII. Els homes de l'aristocràcia i les classes altes portaven perruques blanques en pols i mitges blanques, i les dones portaven elaborats vestits blancs i pastel brodats.
Després de la Revolució Francesa, un blanc més auster (blanc cassé) es va convertir en el color més de moda en els vestits de les dones que es van modelar segons els vestits de l'antiga Grècia i la Roma republicana. A causa del disseny força revelador d'aquests vestits, les dones que els portaven eren anomenades les merveilleuses (les meravelloses) pels francesos d'aquella època. L'estil Imperi sota l'emperador Napoleó I es va inspirar en els vestits més conservadors de l'antiga Roma imperial. Els vestits estaven molt de moda però abrigaven poc tenint en compte les condicions meteorològiques més severes del nord de França; el 1814 l'antiga dona de Napoleó, Joséphine de Beauharnais, va agafar pneumònia i va morir després de passejar per l'aire fred de la nit amb el tsar Alexandre I de Rússia.
El blanc era el color universal tant de la roba interior masculina com femenina i dels llençols als segles XVIII i XIX. Era impensable tenir llençols o roba interior de qualsevol altre color. El motiu era senzill; la manera de rentar la roba amb aigua bullint feia que els colors s'esvaïssin. Quan s'esgotava el lli, es recollia i es convertia en paper d'alta qualitat.
El pintor nord-americà del segle XIX James McNeill Whistler (1834–1903), treballant al mateix temps que els impressionistes francesos, va crear una sèrie de pintures amb títols musicals on va utilitzar el color per crear estats d'ànim, com els compositors utilitzaven la música. La seva pintura Symphony in White No. 1 – The White Girl, que va utilitzar com a model la seva amant Joanna Hiffernan, va utilitzar colors delicats per retratar la innocència i la fragilitat, i un moment d'incertesa.

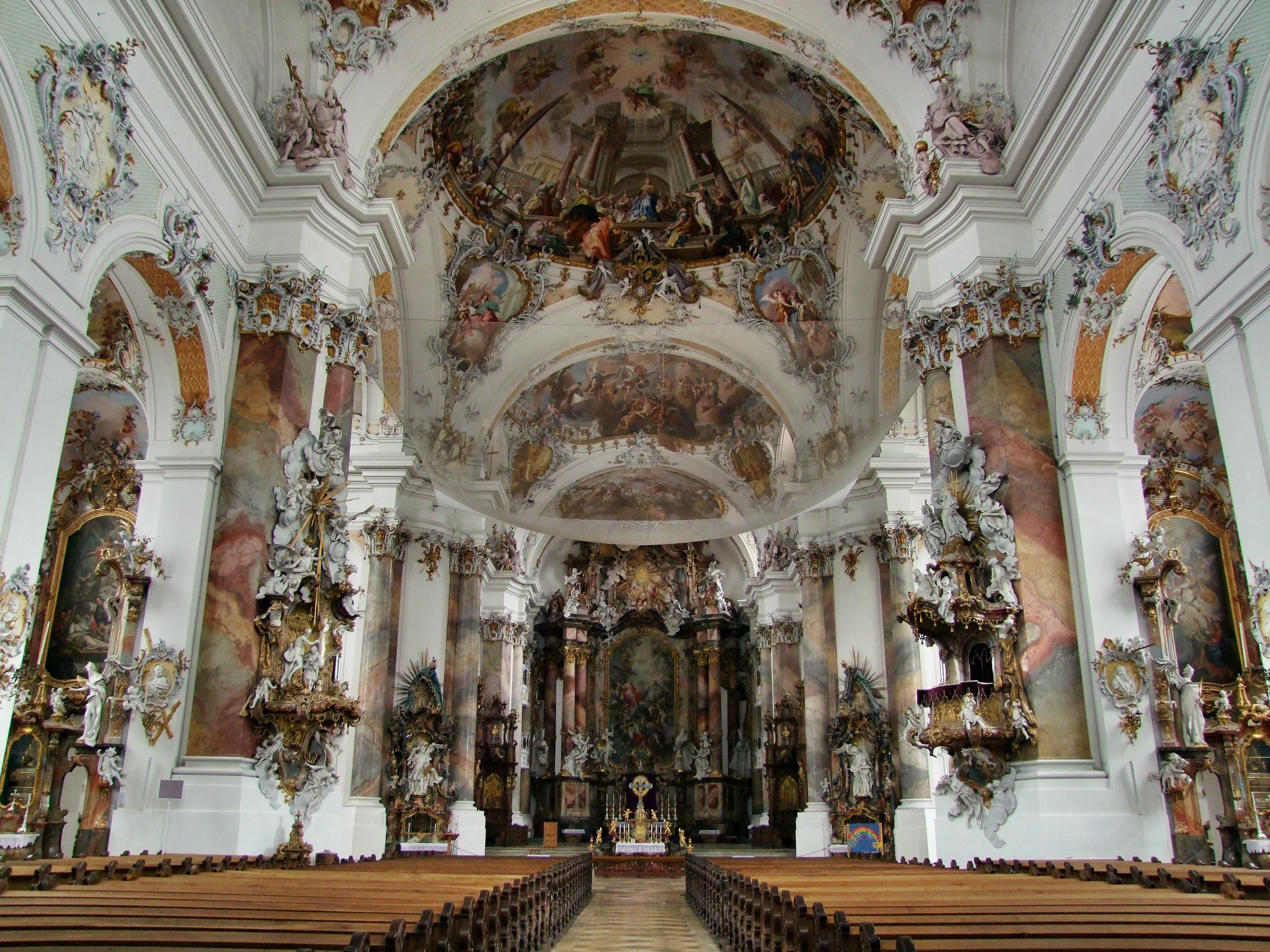
Un interior rococó blanc molt teatralitzat del segle XVIII, a la Basílica d'Ottobeuren, a Baviera.
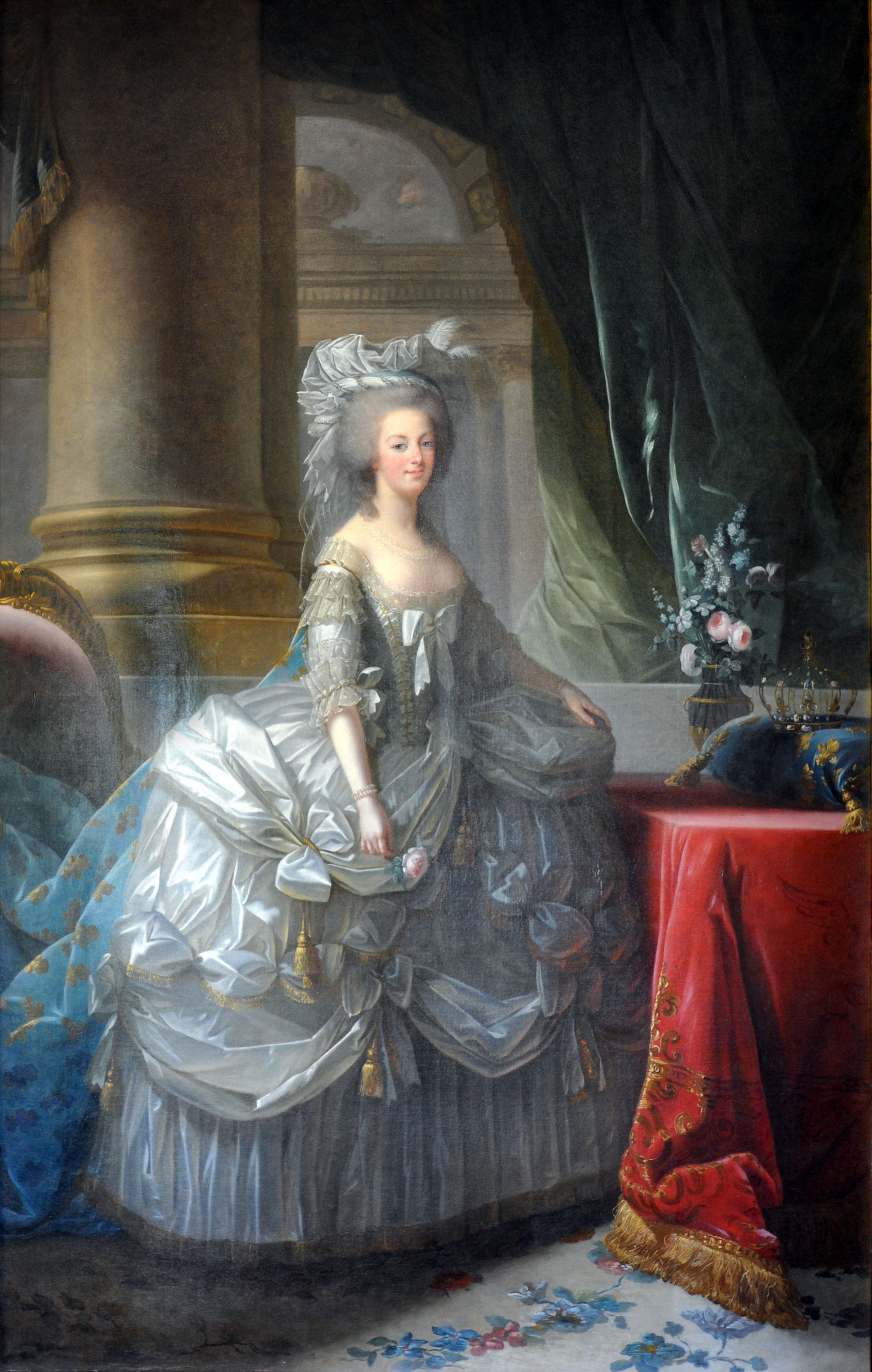
Veste blanc de Marie Antoinette, pintat per Élisabeth Vigée Le Brun el 1783.
El president George Washington amb una perruca blanca en pols. Els cinc primers presidents dels Estats Units portaven vestits foscos amb perruques en pols per a ocasions formals.
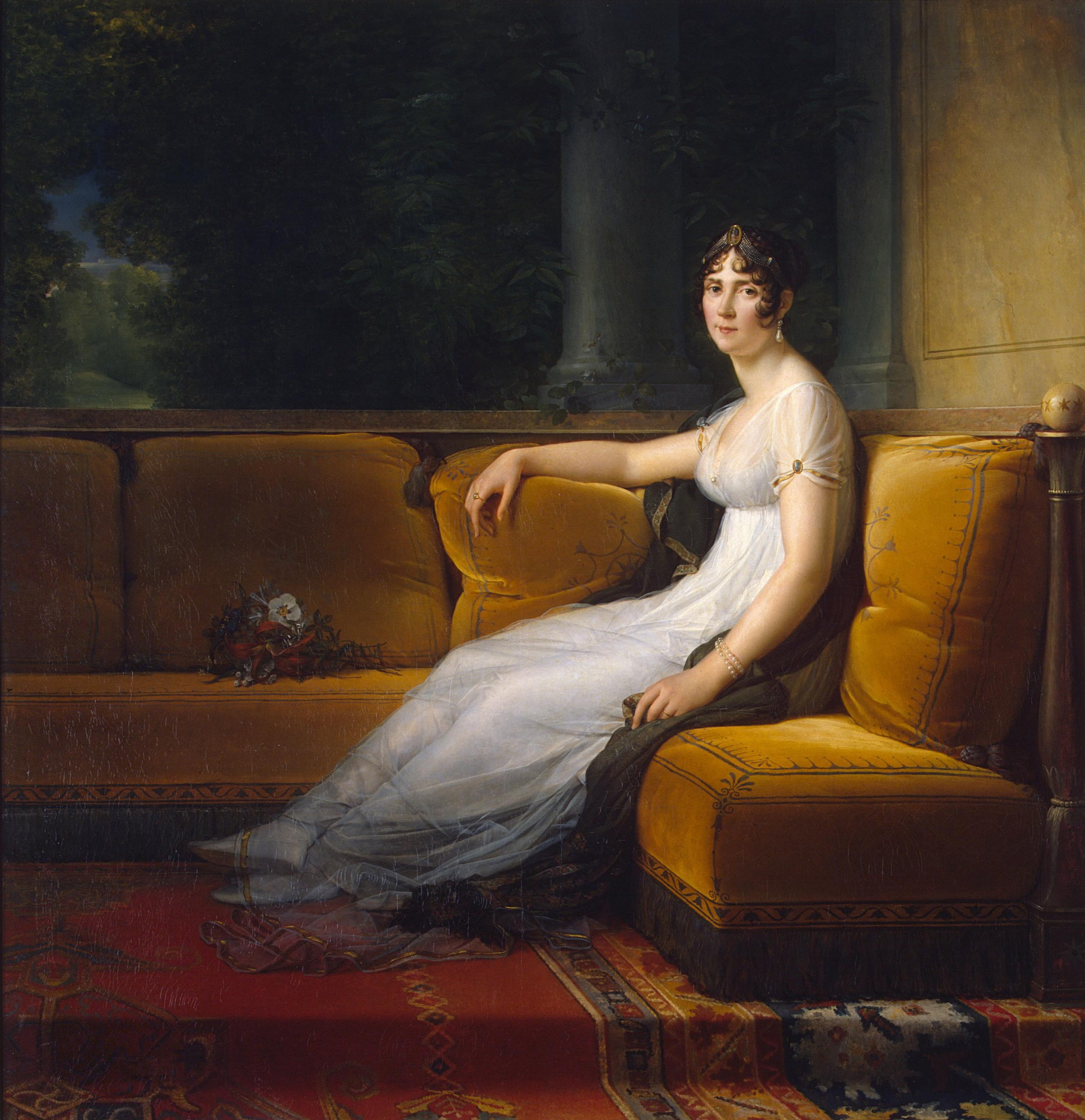
Retrat de Joséphine de Beauharnais amb un vestit imperi clàssic, modelat a partir de la roba de l'antiga Roma. (1801), de François Gérard. (El Museu Estatal de l'Ermitage).
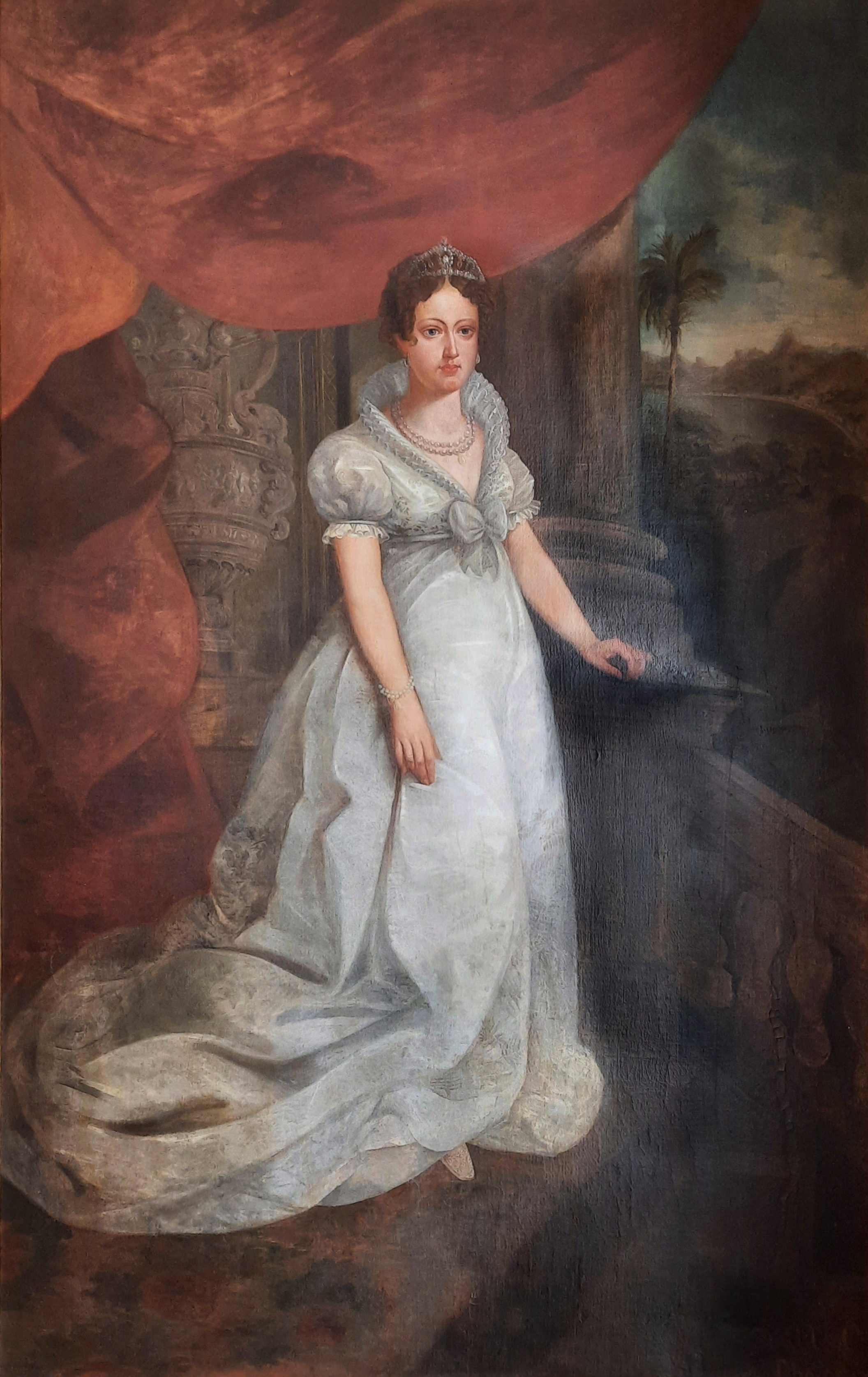
Emperadriu Maria Leopoldina del Brasil amb un vestit blanc i un collaret de perles blanques, de Luís Schlappriz
Symphony in White No. 1 – The White Girl, de James McNeill Whistler (1862).
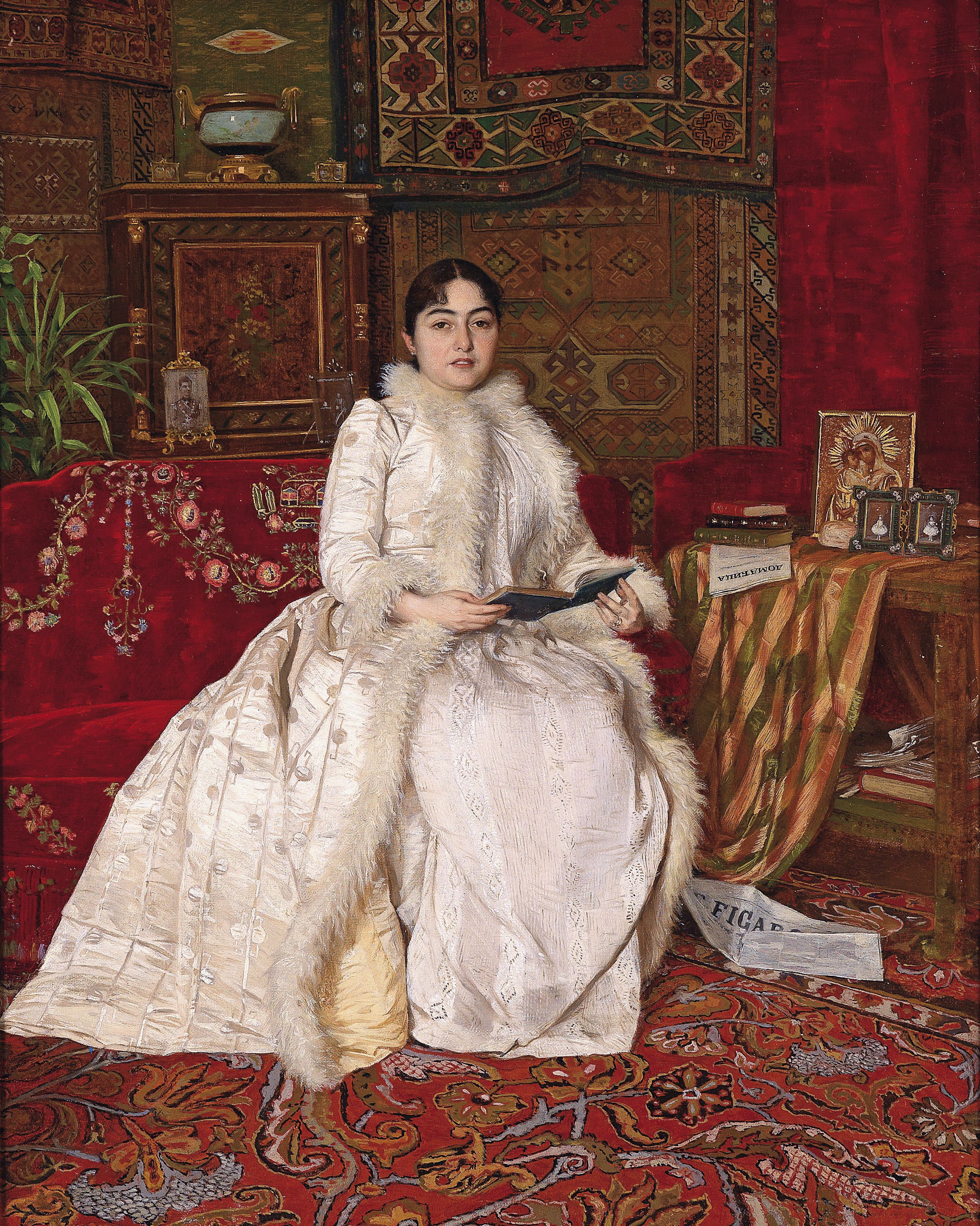
Reina Natalia de Sèrbia (1890)

#### Segles XX i XXI
El moviment blanc va ser l'oposició que es va formar contra els bolxevics durant la Guerra Civil Russa, que va seguir la Revolució Russa el 1917. El moviment, finalment va ser derrotat pels bolxevics el 1921–22, i molts dels seus membres van emigrar a Europa.
A finals del segle xix, el blanc de plom encara era el pigment més popular; però entre 1916 i 1918, empreses químiques de Noruega i els Estats Units van començar a produir blanc de titani, fet d'òxid de titani. Va ser identificat per primera vegada al segle XVIII pel químic alemany Martin Klaproth, que també va descobrir l'urani. Tenia el doble de poder de cobertura que el blanc de plom i era el pigment blanc més brillant conegut. El 1945, el 80 per cent dels pigments blancs venuts eren blanc de titani.
L'absolutisme del blanc va atreure els pintors modernistes. Va ser utilitzat en la seva forma més senzilla pel pintor suprematista rus Kazimir Malevich en el seu quadre de 1917 "el quadrat blanc", el company del seu anterior "quadrat negre". També va ser utilitzat pel pintor modernista holandès Piet Mondrian. Les seves pintures més famoses consistien en un llenç blanc pur amb quadrícula de línies negres verticals i horitzontals i rectangles de colors primaris.
El blanc i negre també va atreure als arquitectes modernistes, com Le Corbusier (1887–1965). Va dir que una casa era una màquina per viure-hi i va demanar una «arquitectura tranquil·la i potent» construïda amb formigó armat i acer, sense cap ornament ni volants. Gairebé tots els edificis de l'arquitecte contemporani Richard Meier, com el seu museu a Roma per albergar l'antiga Ara Pacis romana, o Altar de la Pau, són molt blancs, en la tradició de Le Corbusier.

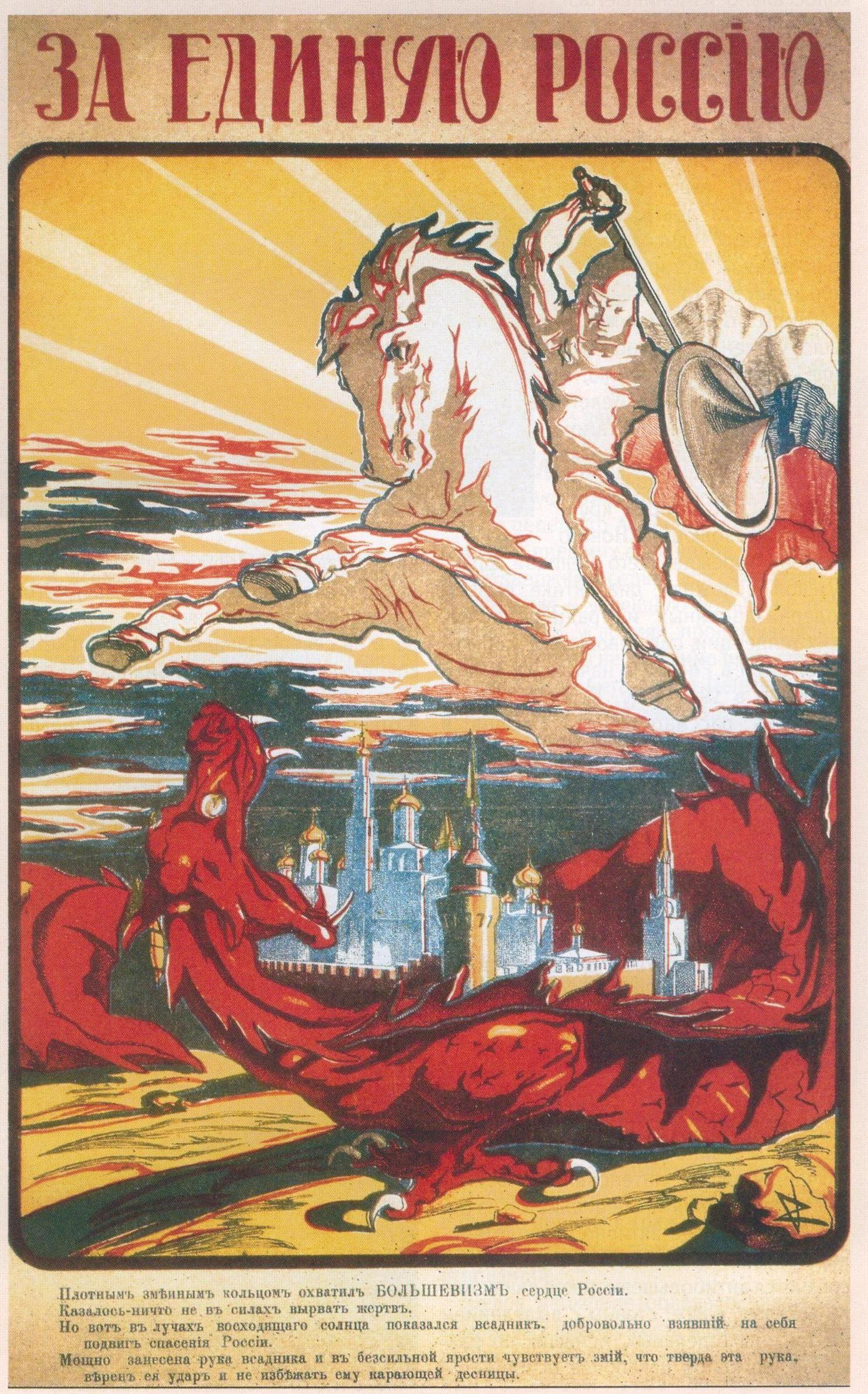
Cartell per a l'Exèrcit Blanc durant la Guerra Civil Russa (1917–22). El cartell diu: «per una Rússia Unida».

## Comprensió científica (ciència del color)
El sistema visual humà percep la llum com a blanca quan la llum que entra a l'ull estimula els tres tipus de cèl·lules còniques sensibles al color de l'ull en quantitats aproximadament iguals. Els materials que no emeten llum per si mateixos semblen blancs si les seves superfícies reflecteixen la major part de la llum que els incideix de manera difusa.

### Llum blanca

Al model de color RGB, que s'utilitza per crear colors a les pantalles de televisors i ordinadors, el blanc es fa barrejant llum vermella, blava i verda a tota intensitat.
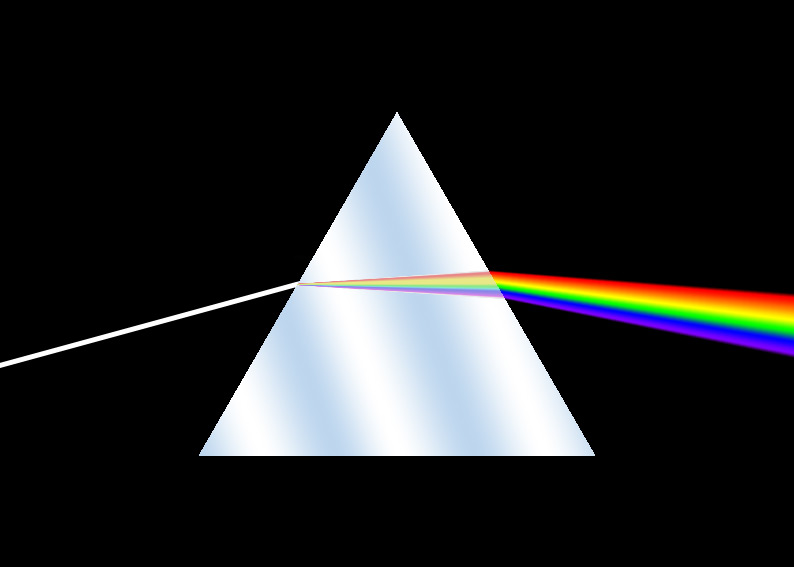
Llum blanca refractada en un prisma revelant els components del color.

El 1666, Isaac Newton va demostrar que l'llum blanca estava composta per diversos colors fent-la passar per un prisma per trencar-la. en components i després utilitzant un segon prisma per tornar-los a muntar. Abans de Newton, la majoria dels científics creien que el blanc era el color fonamental de la llum.
La llum blanca pot ser generada pel sol, per les estrelles o per fonts terrestres com ara fluorescents, LED blancs i bombetes incandescents. A la pantalla d'un televisor o ordinador en color, el blanc es produeix barrejant els colors primariss de la llum: vermell, verd i blau (RGB) a tota intensitat, un procés anomenat mescla additiva (vegeu la imatge de dalt). La llum blanca es pot fabricar utilitzant llum amb només dues longituds d'ona, per exemple, barrejant llum d'un làser vermell i cian o làser groc i blau. Tanmateix, aquesta llum tindrà molt poques aplicacions pràctiques, ja que la reproducció del color dels objectes es veurà molt distorsionada.
El fet que les fonts de llum amb distribucions espectrals de potència molt diferents poden donar lloc a una experiència sensorial similar es deu a la manera com la llum és processada pel sistema visual. Un color que sorgeix de dues distribucions de potència espectral diferents s'anomena metamerisme.
Moltes de les fonts de llum que emeten llum blanca emeten llum a gairebé totes les longituds d'ona visibles (llum solar, làmpades incandescents de diversos Temperatura de colors). Això ha portat a la idea que la llum blanca es pot definir com una barreja de «tots els colors» o «totes les longituds d'ona visibles».
Una gamma de distribucions espectrals de fonts de llum es poden percebre com a blanques; no hi ha una especificació única i única de «llum blanca». Per exemple, quan es compra una bombeta «blanca», es podria comprar una etiquetada amb 2700K, 6000K, etc., que produeixen llum amb distribucions espectrals molt diferents i, tanmateix, això no impedirà que l'usuari identifiqui el color dels objectes que les bombetes il·luminen.

### Objectes blancs
La visió del color ens permet distingir diferents objectes pel seu color. Per fer-ho, la constància de color pot mantenir el color percebut d'un objecte relativament sense canvis quan la il·luminació canvia entre diverses distribucions espectrals amples (blanquines) de llum.
El mateix principi s'utilitza en fotografia i cinematografia on l'elecció del Punt Blanc determina una transformació de tots els altres estímuls de color. Els canvis o la manipulació del punt blanc es poden utilitzar per explicar algunes il·lusions òptiques com ara El vestit.
Tot i que no hi ha una especificació única i única de "llum blanca", sí que hi ha una especificació única de "objecte blanc" o, més concretament, "superfície blanca".
Una superfície perfectament blanca reflecteix de manera difusa (dispersió) tota la llum visible que la incideix, sense absorbir cap, independentment de la longitud d'ona o la distribució espectral de la llum.
Com que no absorbeix cap llum incident, el blanc és el color més clar possible.
Si la reflexió no és difusa sinó més aviat especular, això descriu un mirall més que una superfície blanca.
La reflexió del 100% de la llum incident a totes les longituds d'ona és una forma de reflectància uniforme, de manera que el blanc és un color acromàtic, és a dir, un color sense tonalitat. L'estímul de color produït pel difusor perfecte es considera generalment un estímul acromàtic per a tots els il·luminants, excepte aquells les fonts de llum dels quals semblen ser altament cromàtiques.
La constància del color s'aconsegueix mitjançant l'adaptació cromàtica. La Comissió Internacional d'Il·luminació defineix «blanc (adaptat)» com «un estímul de color que un observador que està [cromàticament] adaptat a l'entorn de visualització jutjaria que és perfectament acromàtic i té un factor de luminància d'unitat. L'estímul de color que es considera el blanc adaptat pot ser diferent en diferents llocs d'una escena».

### Trets blancs a la natura

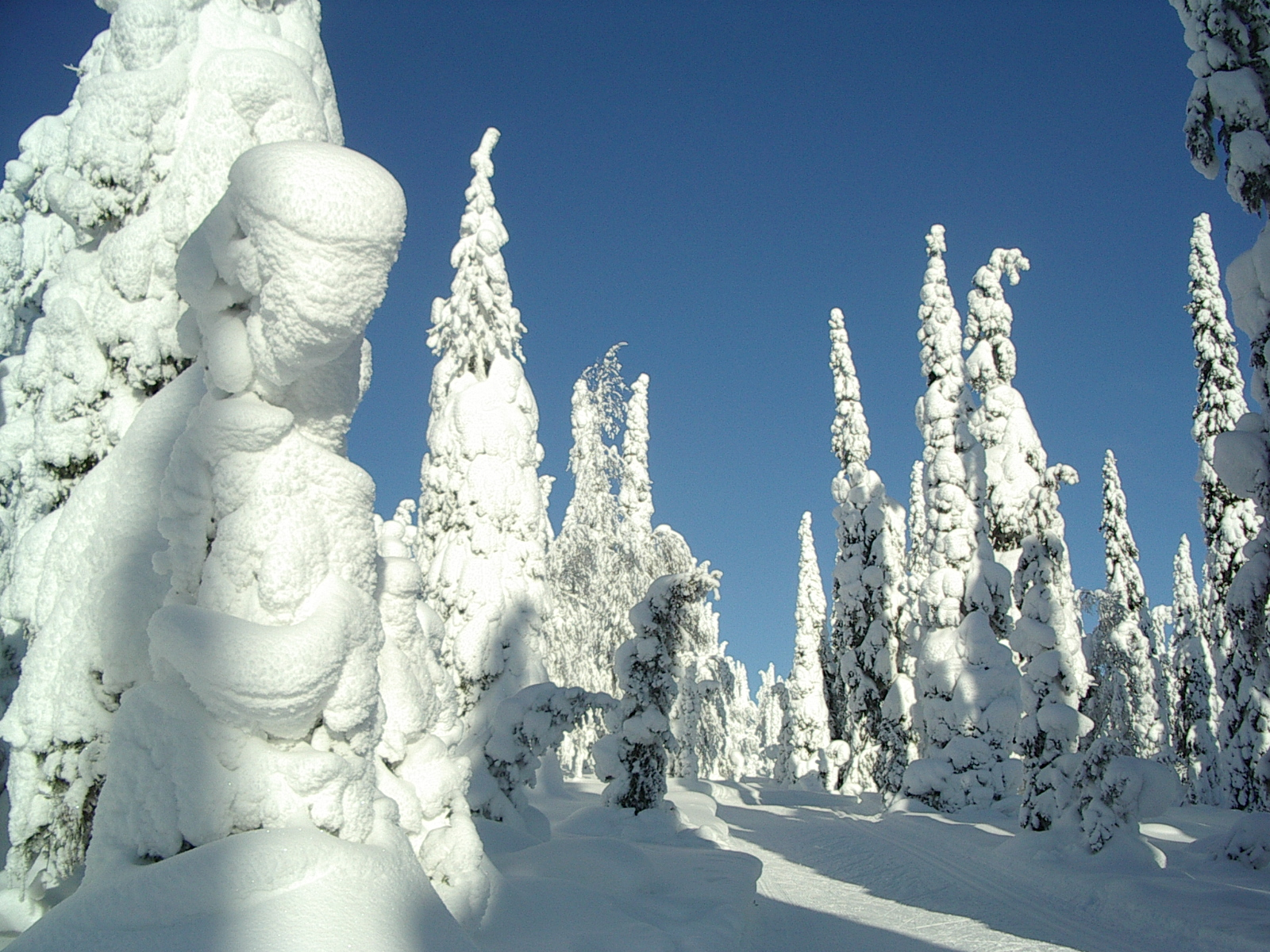
La neu està formada per gel i aire; dispersa o reflecteix la llum solar sense absorbir altres colors de l'espectre.
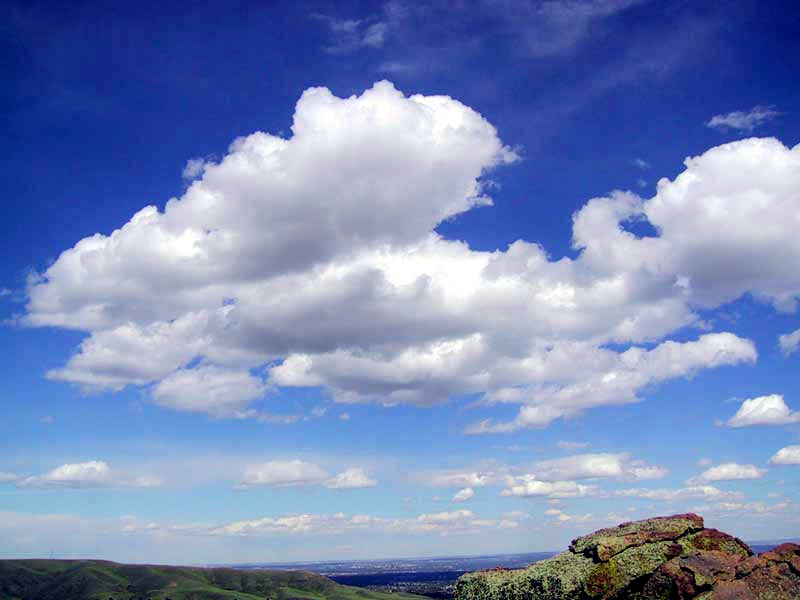
Els Cúmulus semblen blancs perquè les gotes d'aigua reflecteixen i dispersen la llum solar sense absorbir altres colors.
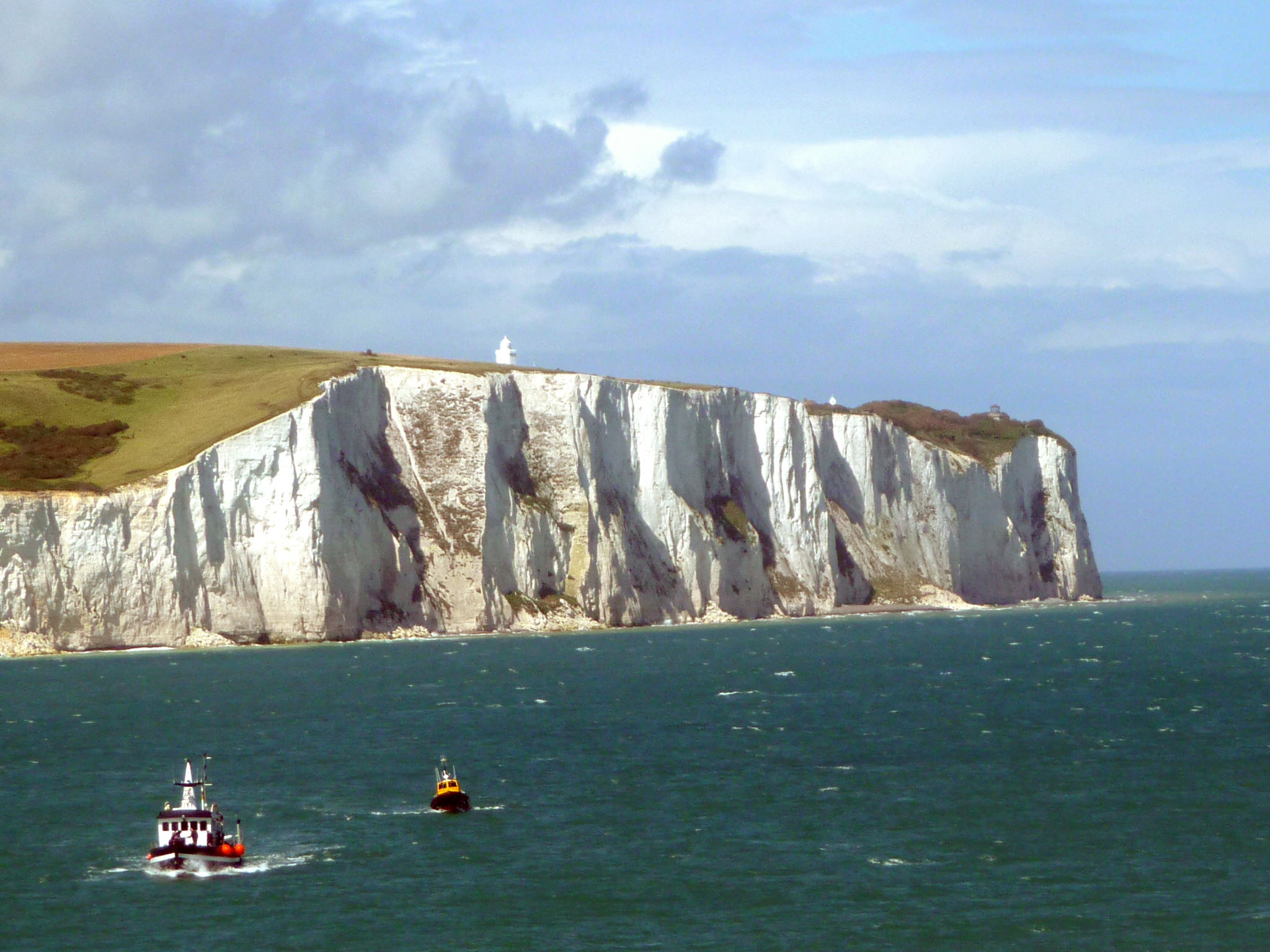
Els Penya-segats blancs de Dover, fets de pedra calcària
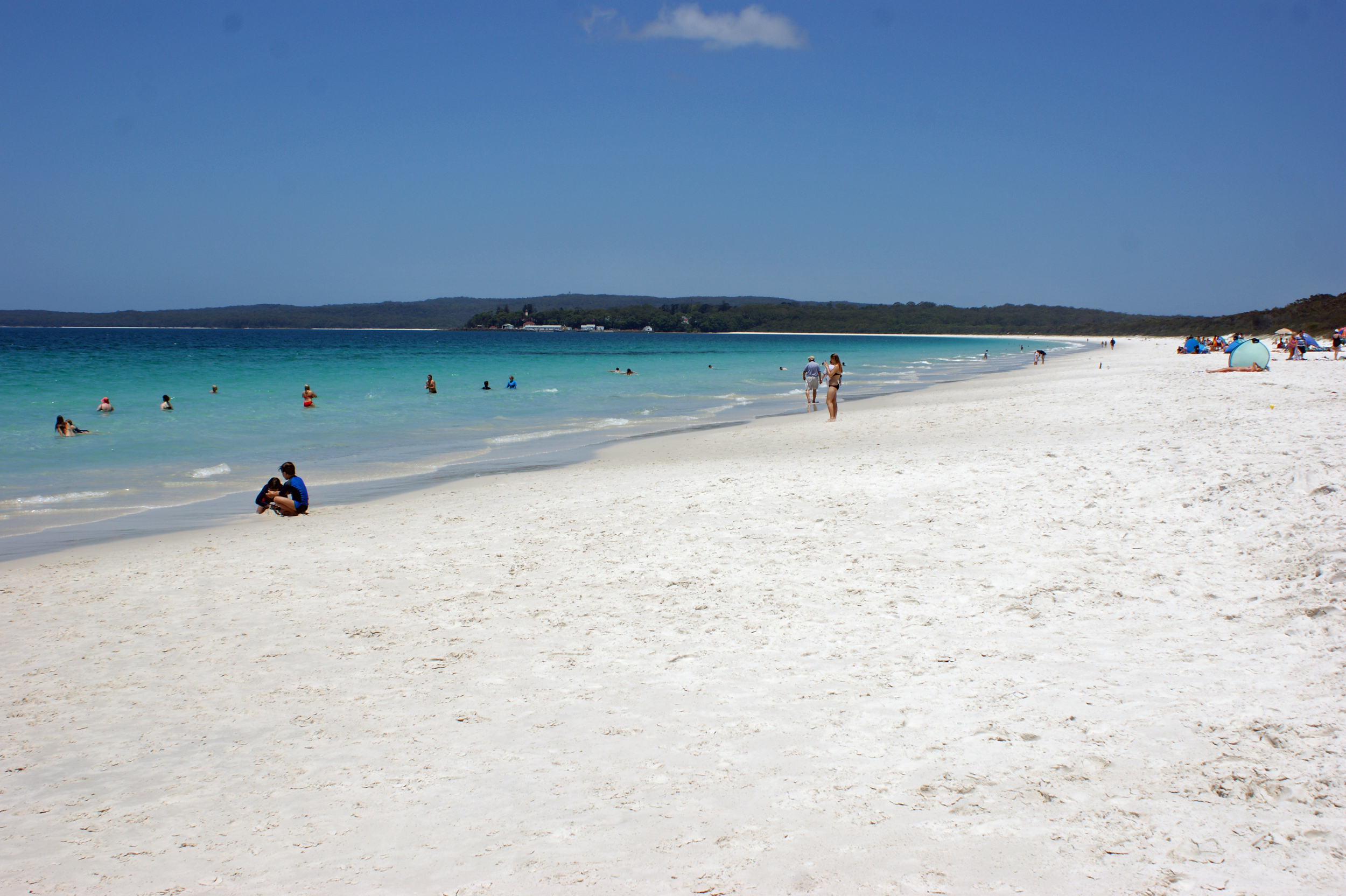
Hyams Beach, Nova Gal·les del Sud apareix de color blanc perquè la llum solar es reflecteix o es dispersa per la sorra de quars o pedra calcària

Les platges amb sorra que conté grans quantitats de quars o calcària erosionada també semblen blanques, ja que el quars i la pedra calcària reflecteixen o dispersen la llum solar, en lloc d'absorbir-la. Les platges tropicals de sorra blanca també poden tenir una gran quantitat de carbonat càlcic blanc, des de petits trossos de petxines de mar fins a sorra fina per l'acció de les ones.
Els Penya-segats blancs de Dover prenen el seu color blanc de la gran quantitat de guix, fet de calcària, que contenen, que reflecteix la llum solar.
La neu és una barreja d'aire i petits cristalls de gel. Quan la llum solar blanca entra a la neu, s'absorbeix molt poc de l'espectre; gairebé tota la llum és reflectida o dispersa per les molècules d'aire i d'aigua, de manera que la neu sembla ser del color de la llum solar, blanca. De vegades, la llum rebota dins dels cristalls de gel abans de dispersar-se, fent que la neu sembli brillar.
En el cas de les glaceress, el gel és més estret i conté poc aire. A mesura que la llum solar entra al gel, s'absorbeix més llum de l'espectre vermell, de manera que la llum dispersa serà blavosa.
Els núvols són blancs pel mateix motiu que el gel. Estan compostos per gotes d'aigua o cristalls de gel barrejats amb aire, s'absorbeix molt poca llum que els incideix i la major part de la llum es dispersa, semblant, a la vista, com a blanca. Les ombres d'altres núvols de dalt poden fer que els núvols semblin grisos, i alguns núvols tenen la seva pròpia ombra a la part inferior del núvol.
Moltes muntanyes amb coberta de neu a l'hivern o durant tot l'any tenen noms donats en base a aquest fet: Mauna Kea significa muntanya blanca en hawaià, Mont Blanc significa muntanya blanca en francès. Muntanyes Changbai que significa literalment muntanyes perpètuament blanques, marca la frontera entre la Xina i Corea.

#### Materials blancs

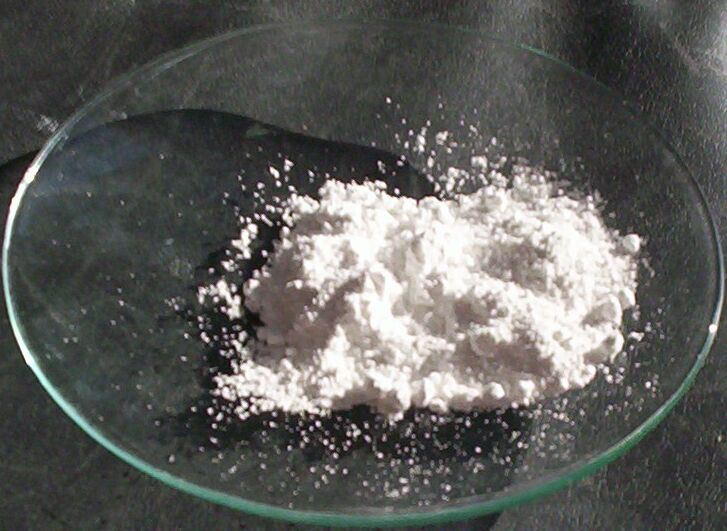
El blanc de titani, fet amb diòxid de titani, és la pintura blanca més brillant disponible. També acoloreix la majoria de pasta de dents i protector solar.
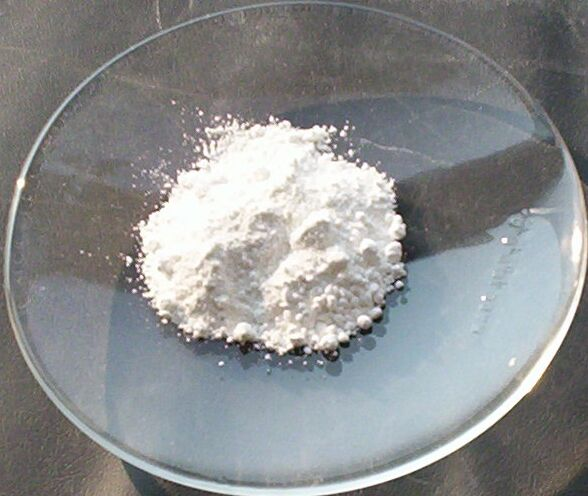
El blanc de zinc està fet d'òxid de zinc. L'òxid de zinc s'utilitza en pintures, locions solars i alguns aliments.

La creta és un tipus de calcita, fet del mineral calcita, o carbonat de calci. Originalment es va dipositar sota el mar com a escates o plaques de petits microorganismes anomenats cocolitòfors. Va ser el primer pigment blanc utilitzat pels artistes prehistòrics en les pintures rupestres. El guix que s'utilitza avui en dia a les pissarres es fa generalment de guix o sulfat de calci, una pols premsada en pals.
Bianco di San Giovanni és un pigment utilitzat en el Renaixement, que va ser descrit pel pintor Cennino Cennini al segle XV. És semblant al guix, fet de carbonat de calci amb hidròxid de calci. Es feia de calç seca que es feia en pols, després es posava en remull amb aigua durant vuit dies, amb l'aigua canviant cada dia. Després se'n feia com uns pastissos i es deixava assecar al sol.
El blanc de plom es va produir durant el segle IV aC; el procés va ser descrit per Plini el Vell, Vitruvi i l'antic autor grec Teofrast. Els trossos de plom es posaven en pots de fang que tenien un compartiment separat ple de vinagre. Les olles al seu torn s'amuntegaven en prestatgeries prop de fems de vaca. Els fums combinats del vinagre i el fem de vaca van feia que el plom es corroís en carbonat de plom. Era un procés lent que podia trigar un mes o més. Feia un blanc excel·lent i va ser utilitzat pels artistes durant segles, però també era tòxic. Va ser substituït al segle XIX per blanc de zinc i blanc de titani.
El blanc de titani és el blanc més popular entre els artistes d'avui; és el pigment blanc més brillant disponible i cobreix el doble que el blanc de plom. Es va comercialitzar per primera vegada el 1921. Està fet de diòxid de titani, dels minerals brookita, anatasa, rútil o ilmenita, actualment el font principal. A causa de la seva blancor brillant, s'utilitza com a colorant per a la majoria de pasta de dents i cremes solars.
El blanc de zinc està fet d'òxid de zinc. És semblant però no tan opac com el blanc de titani. S'afegeix a alguns aliments per fortificar-los amb zinc, un nutrient important. El blanc xinès és una varietat de blanc de zinc feta per a artistes.
Alguns materials es poden fer que semblin «més blancs que el blanc»; això s'aconsegueix mitjançant abrillantadors òptics (OBA, de l'anglès: optical brightener agent). Aquests són compostos químics que absorbeixen la llum a la regió ultraviolada i violeta (normalment 340–370 nm) de l'espectre electromagnètic, i reemeten llum a la regió blava (normalment 420–470 nm). Els OBA s'utilitzen sovint en paper i roba per crear una impressió de blanc molt brillant. Això es deu al fet que els materials en realitat envien més llum visible de la que reben.

#### Lleixiu i descolorir
El descoloriment és un procés per blanquejar teixits que es practica des de fa milers d'anys. De vegades es tractava simplement de deixar la tela al sol, per esvair-se per la llum brillant. Al segle XVIII, diversos científics van desenvolupar varietats de lleixiu amb clor, incloent l'hipoclorit de sodi i l'hipoclorit de calci (pols blanquejadora). Els agents blanquejants que no contenen clor sovint es basen en peròxids, com ara peròxid d'hidrogen, percarbonat de sodi i perborat de sodi. Tot i que la majoria dels lleixius són agents oxidants, un nombre menor són agents reductors com el ditionit de sodi.
Els blanqueigs ataquen els cromòfors, la part d'una molècula que absorbeix la llum i fa que els teixits tinguin diferents colors. Un lleixiu oxidant funciona trencant els enllaços químics que formen el cromòfor. Això canvia la molècula en una substància diferent que no conté un cromòfor, o bé conté un cromòfor que no absorbeix llum visible. Un lleixiu reductor funciona convertint els doble enllaços del cromòfor en enllaços simples. Això elimina la capacitat del cromòfor per absorbir la llum visible.
La llum solar actua com a lleixiu mitjançant un procés similar. Els fotons de llum d'alta energia, sovint en el rang violeta o ultraviolada, poden interrompre els enllaços del cromòfor, fent incolora la substància resultant.
Alguns detergents van un pas més enllà; contenen productes químics fluorescents que brillen, fent que el teixit sembli literalment més blanc que el blanc.

## Usos i algunes connotacions
- En temps de guerra, durant els combats, és internacionalment acceptat que dur una bandera blanca és símbol de rendició o de proposta de negociacions.
- El blanc en el món occidental és sovint símbol de puresa o d'innocència.
- En el cristianisme i el judaisme el blanc és el color de la pau.
- En el budisme i l'hinduisme és un color funerari.[48]
- Algunes expressions que fan referència al blanc:
  - quedar-se en blanc: no recordar alguna cosa.
  - fer blanc: encertar l'objectiu (amb una arma).
  - signar en blanc: signar un contracte o document sense que les condicions quedin perfectament fixades.
- L'ètnia blanca és la caucàsica.
- És el color de dol per la mort a Orient.
- El papa va vestit de blanc; igualment, els capellans es posen una alba blanca per oficiar missa.
- Les núvies es casen de blanc a Occident des del Romanticisme, com a símbol de virginitat.
- El blanc simbolitza la higiene, per això predomina a l'hospital, la cuina...
- A la Revolució francesa i Revolució russa el blanc simbolitzava els monàrquics.
- La Casa Blanca és la residència del president dels Estats Units.

## Tonalitats de blanc
- blanc cru
- blanc trencat
- crema
- nacre
- os
- vori

## Pigments
Calç, blanc de plom, blanc de titani, etc.